# Nakahara, Kawasaki

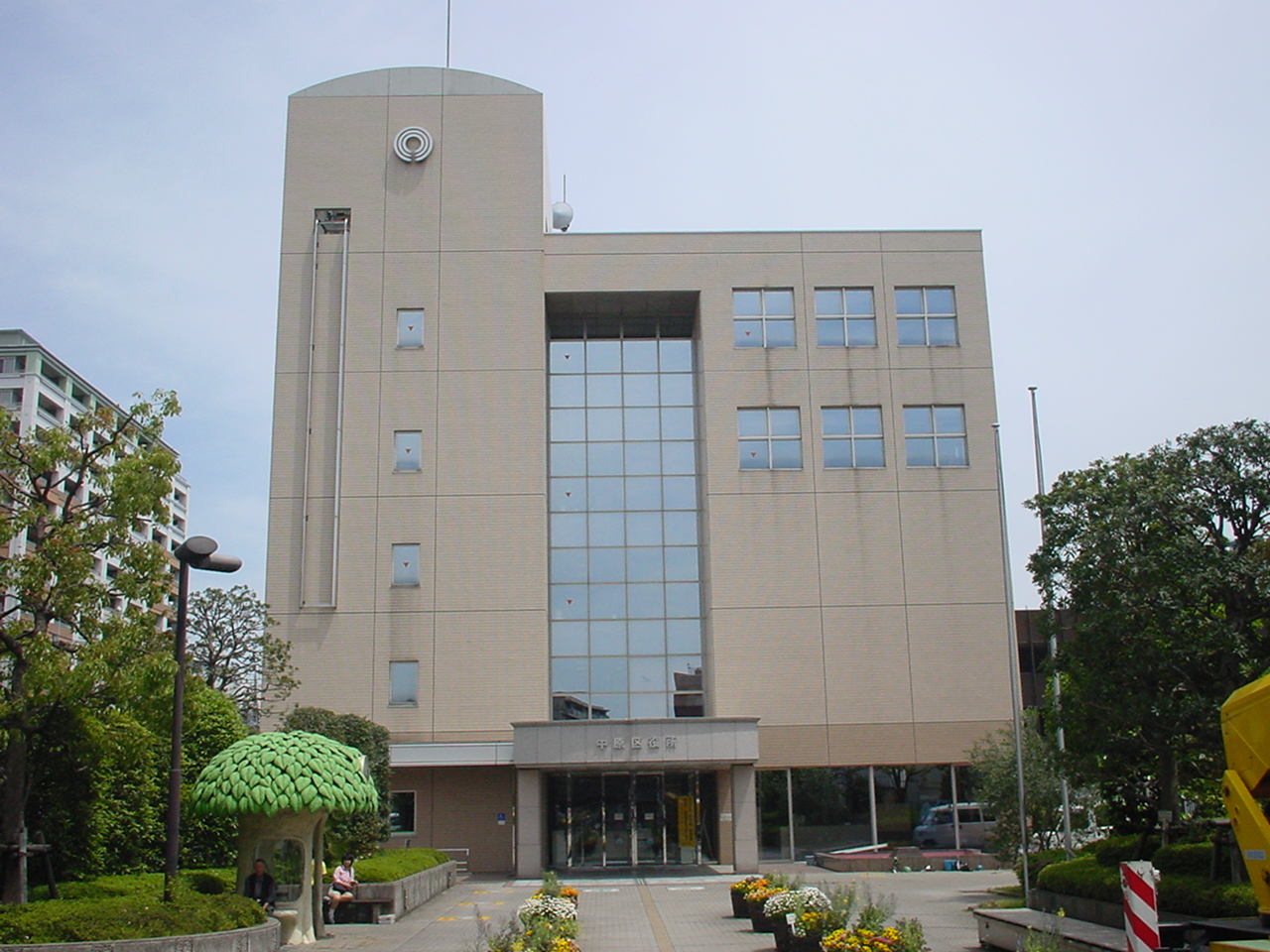
Văn phòng quận Nakahara

Nakahara-ku (中原区) là một trong 7 khu thuộc thành phố Kawasaki, tỉnh Kanagawa, Nhật Bản. Quận có diện tích 14,7 km2, dân số năm 2010 là 229.867 người.